# خاندان هیکی
خاندان هیکی (به ژاپنی: 比企氏) از اواخر دوره هی‌آن تا نیمه نخست دوره کاماکورا در ولایت موساشی (امروزه  استان سایتاما، شهرستان هیکی، سایتاما و هیگاشی‌ماتسویاما، سایتاما) یکی از خاندان‌های اشرافی ژاپنی و از نسل فوجیوارا نو هیده‌ساتو بودند.